# Katter dansar inte
Katter dansar inte är en amerikansk animerad barnfilm från 1997.

## Handling
Danny älskar att sjunga och dansa. En dag beslutar han sig för att åka till Hollywood för att pröva sin lycka. Men han lyckas bara få de stereotypa kattrollerna. Men Danny och hans vänner försöker sig på att ändra på detta. Något som barnstjärnan, Darla, inte alls tycker är någon bra idé.

## Om filmen
- Ted Turner grundade produktionsbolaget Turner Feature Animation. Bolaget gjorde dock inte fler filmer eftersom de blev uppköpta av Warner Bros. redan innan denna film blev färdig.[källa behövs]

## Rollista (i urval)
- Scott Bakula - Danny
- Jasmine Guy - Sawyer
- Natalie Cole - Sawyer (sångröst)
- Ashley Peldon - Darla Dimple
- Lindsay Ridgeway - Darla Dimple (sångröst)
- John Rhys-Davies - Woolie Mammoth